# Kyōsuke Usuta
Kyôsuke Usuta (うすた京介, Usuta Kyôsuke), né le 25 mai 1974 à Kōshi dans la préfecture d'Aichi, est un mangaka japonais.

## Biographie
Kyōsuke Usuta est connu pour être l'un des auteurs principaux du Weekly Shônen Jump. Il est un auteur comique, créant d'étranges personnages avec des dessins réalistes. Ses deux œuvres les plus connues sont : Pyû to fuku! Jaguar et Sekushî Komandô Gaiden: Sugoi yo!! Masaru-san (en).